# Lipna Wola
Lipna Wola – wieś w Polsce położona w województwie małopolskim, w powiecie krakowskim, w gminie Słomniki.
| SIMC    | Nazwa  | Rodzaj     |
| ------- | ------ | ---------- |
| 0336042 | Góry   | część wsi  |
| 0336059 | Zagaje | przysiółek |

Wieś królewska, położona w drugiej połowie XVI wieku w powiecie proszowickim województwa krakowskiego, należała do klucza słomnickiego wielkorządów krakowskich. W latach 1975–1998 miejscowość administracyjnie należała do województwa krakowskiego.